# Yorckstraße (metropolitana di Berlino)
Yorckstraße è una stazione della metropolitana di Berlino, sulla linea U7.

## Storia
La stazione di Yorckstraße fu progettata come parte del prolungamento della linea 7 dall'allora capolinea di Möckernbrücke a Fehrbelliner Platz; tale tratta venne aperta all'esercizio il 29 gennaio 1971.

## Interscambi
- Fermata ferroviaria (Yorckstraße e Yorckstraße (Großgörschenstraße))[2]
- Fermata autobus